# Khushab
Khushab (en ourdou : خُوشاب) est une ville pakistanaise de la province du Pendjab. Elle est située dans le district de Khushab, et capitale du tehsil du même nom. Elle n'est cependant pas la capitale du district éponyme, le chef-lieu étant Jauharabad.
La ville est proche du complexe nucléaire de Khushab.
La population de la ville a été multipliée par près de trois entre 1972 et 2017, passant de 43 391 habitants à 119 384. Entre 1998 et 2017, la croissance annuelle moyenne s'affiche à 1,6 %, inférieure à la moyenne nationale de 2,4 %. En 2023, la population de la ville monte à 139 905 habitants.
|            | 1972 (rec.) | 1981 (rec.) | 1998 (rec.) | 2017 (rec.) | 2023 (rec.) |
| ---------- | ----------- | ----------- | ----------- | ----------- | ----------- |
| Population | 43 391      | 56 274      | 87 859      | 119 384     | 139 905     |